# Boutique (film 1989)
 Boutique è un film erotico del 1989, diretto dal regista Lawrence Webber (alias Lorenzo Onorati).

## Trama
In una città di provincia l'imprenditrice Lola gestisce una boutique, che in realtà è solo un'attività di paravento per coprire un giro di prostituzione e incontri clandestini, le ragazze che lavorano per lei sono tutte di buona famiglia e cercano soldi facili, tra loro c'è pure Sandra Baldini, figlia di Giulia e del commendatore Carlo Baldini, benestante gioielliere. Sandra è fidanzata con il ricco rampollo Luigi, ma dato che non si è ancora concessa a lui, Luigi si rivolge alla boutique in cerca di sfogo, ignaro che Sandra a sua volta intrattiene i clienti di Lola.
Giulia vive nell'illusione che la sua sia una famiglia rispettabile, non è a conoscenza del fatto che la figlia si prostituisce né tanto meno delle infedeltà del marito Carlo, si vede però costretta ad abbassare il velo dell'ingenuità quando viene a sapere da una sua conoscente la vera natura della boutique, intuendo dunque che Sandra (dal momento che vi trascorre molto tempo) è una delle ragazze che lavora per Lola, affronta quest'ultima, anche perché ha saputo che Luigi è un suo cliente. Giulia fraintende la situazione credendo erroneamente che Sandra e Luigi usassero la boutique per incontrarsi di nascosto, ma Lola non aveva idea che Luigi fosse il fidanzato di Sandra, e purtroppo tra poche ore è previsto un appuntamento tra Luigi e Sandra alla boutique, e così ciascuno dei due scoprirà nella maniera più imbarazzante che anche l'altro frequenta la boutique in cerca di avventure amorose.
Per evitare questa situazione così scomoda, Lola propone a Giulia di sostituirsi a Sandra andando a letto lei stessa con Luigi: seppur infastidita accetta, e con un costume da danzatrice del ventre e una maschera che le copre parzialmente il viso, fa sesso con Luigi che infatti non ha riconosciuto la futura suocera, arrivando persino a infatuarsi di lei. Si sparge velocemente la voce che Giulia adesso lavora alla boutique per Lola, tanto che i conoscenti di Carlo si divertono a deriderlo, egli ingenuamente è all'oscuro dei tradimenti della moglie.
Giulia parla con la figlia della boutique, tra l'altro anche Sandra avendo notato negli ultimi tempi lo strano atteggiamento della madre sospettava che le nascondesse qualcosa. Giulia affronta la conversazione con gentilezza e comprensione, Sandra ammette che il motivo per cui ha voluto lavorare per Lola è dovuto al desiderio di evadere dalla realtà di provincia in cui è costretta a vivere e alle sue rigide regole, Giulia ormai ha scoperto che tra i clienti di Lola in cerca di divertimento ci sono anche molti dei loro amici di famiglia, inoltre spiega alla figlia che pure Luigi si intrattiene con le donne che lavorano alla boutique (evitando però di rivelarle che pure Giulia ha lavorato per Lola e che è stata l'amante di Luigi).
Durante la festa di compleanno di Giulia, alla quale è presente anche Luigi, madre e figlia invitano pure Lola e le ragazze che lavorano alla boutique, con il chiaro intento di mettere Luigi in difficoltà. Quest'ultimo intuisce indirettamente che Sandra ha scoperto le sue infedeltà, ma lei velatamente lo perdona e i due, lasciandosi tutto alle spalle, si sposano.